# فرديناند ويليام
فرديناند ويليام (بالفرنسية: Polidor)‏ (و. 1887 – 1977 م) هو مخرج سينمائي، وممثل، ومنتج أفلام، من إيطاليا، ولد في بايون، توفي في فياريدجو، عن عمر يناهز 90 عاماً.

## وصلات خارجية
- فرديناند ويليام على موقع IMDb (الإنجليزية)
- فرديناند ويليام على موقع ألو سيني (الفرنسية)
- فرديناند ويليام على موقع أول موفي (الإنجليزية)
- فرديناند ويليام على موقع قاعدة بيانات الأفلام السويدية (السويدية)
- فرديناند ويليام على موقع قاعدة بيانات الفيلم (الإنجليزية)
- فرديناند ويليام على موقع كينوبويسك (الروسية)